# Marc Dorion
Marc Dorion, né le 22 juin 1987 à Ottawa, est un joueur de hockey sur luge professionnel. Il a fait partie de l’équipe canadienne de hockey aux Jeux paralympiques de Turin en 2006 où il a remporté la médaille d'or. Il est un ancien élève de l’École secondaire catholique de Plantagenet à Plantagenet, Ontario.

## Biographie
Marc Dorion est né avec une maladie congénitale appelée Spina bifida ce qui limite l’utilisation de ses jambes. Il a commencé à pratiquer le hockey sur luge dès l’âge de quatre ans et pratique ce sport depuis. Il a fait ses études secondaires à l’École secondaire catholique de Plantagenet (classe finissante de 2005) et il en garde de très beaux souvenirs[réf. nécessaire]. À cette école, il fut membre de l’équipe d’athlétisme. En mai 2006, lors du Gala des Méritas de cette école, on lui présenta une bannière soulignant la victoire de la médaille d’or de son équipe de hockey sur luge à Turin, une bannière qui sera accrochée aux murs du gymnase de l’É.S.C.P. Il poursuit actuellement sa deuxième année d’études en criminologie à l’Université d'Ottawa. Sa motivation et sa passion l’ont mené loin. Il est un résident de Bourget dans l’est de l’Ontario.

## Le hockey sur luge
Dorion pratique le hockey sur luge et aime la compétition. Les règlements sont les mêmes qu'au hockey sur glace sauf qu’à la place des patins les joueurs sont assis sur une luge munie de lames et avancent à l’aide de pics. La surface glacée est de la même taille et les buts sont de la même grandeur. Selon Dorion, ce sport est très demandant physiquement mais avec les bonnes techniques c’est plus facile[réf. nécessaire]. Pour être admissibles au hockey sur luge, les joueurs doivent être atteints d’un handicap permanent qui affecte la partie inférieure du corps. Dorion s’entraîne au gymnase trois fois par semaine et s’entraîne également sur la glace. Avant les jeux de Turin, les entraînements sur glace s’étalaient jusqu’à cinq fois par semaine. Chaque entraînement était d’une durée approximative d’une heure à une heure trente.[réf. nécessaire]

## Expérience aux Jeux paralympiques d’hiver de 2006
Les Jeux paralympiques sont une très grande compétition pour les athlètes ayant des handicaps physiques. Rendu à Turin, Dorion participait à plusieurs entraînements par jour et devait donner une performance maximale malgré la fatigue et le décalage horaire. Il a vraiment apprécié son séjour à Turin et est très fier de sa médaille[réf. nécessaire]. L’équipe canadienne de hockey sur luge a remporté la médaille d'or à ces jeux.

## Statistiques
Saison 2005-2006
- PJ : 18
- B : 1
- A : 7
- Pts : 8
- Pun : 4
- =/- : 7

Source : Hockey Canada

## Sources
- Entrevue avec Marc Dorion, octobre 2006
- Le texte original a été rédigé par un groupe du cours d’histoire de 12e année de l’École secondaire catholique de Plantagenet à l’automne 2006.